# Dibaya (territoire)
Le territoire de Dibaya est une entité déconcentrée de la province du Kasaï central en république démocratique du Congo.

## Géographie
Le territoire s'étend au centre-est de la province du Kasaï central.

## Histoire
Avant la réforme administrative de 2015, il fait partie du district de la Lulua.

## Commune
Le territoire compte deux communes rurales de moins de 80 000 électeurs.
- Dibaya, (7 conseillers municipaux)
- Tshimbulu, (7 conseillers municipaux)

## Secteurs
Il est divisé en 5 secteurs :
- Dibanda
- Dibataie
- Kamwandu
- Kasangidi
- Tshishilu